# المغصوبة (حبيش)

تعديل مصدري - تعديل

المغصوبة هي إحدى قرى عزلة صائر بمديرية حبيش التابعة لمحافظة إب، بلغ تعداد سكانها 485 نسمة حسب تعداد اليمن لعام 2004.